# Ejido Nuevo Lázaro Cárdenas
Ejido Nuevo Lázaro Cárdenas är en ort i Mexiko.   Den ligger i kommunen San Juan Evangelista och delstaten Veracruz, i den sydöstra delen av landet, 400 km öster om huvudstaden Mexico City. Ejido Nuevo Lázaro Cárdenas ligger 82 meter över havet och antalet invånare är 281.
Terrängen runt Ejido Nuevo Lázaro Cárdenas är platt. Runt Ejido Nuevo Lázaro Cárdenas är det ganska tätbefolkat, med 60 invånare per kvadratkilometer. Närmaste större samhälle är Los Tigres, 10,1 km norr om Ejido Nuevo Lázaro Cárdenas. Omgivningarna runt Ejido Nuevo Lázaro Cárdenas är en mosaik av jordbruksmark och naturlig växtlighet.